# Sportin' Life (웨더 리포트의 음반)
| 전문가 평가                          | 전문가 평가 |
| 평가 점수                            | 평가 점수   |
| 출처                                 | 점수        |
| ------------------------------------ | ----------- |
| Allmusic                             | [ 1 ]       |
| The Penguin Guide to Jazz Recordings | [ 2 ]       |

《Sportin' Life》는 1985년 6월 25일, 컬럼비아 레코드를 통해 발매된 미국의 재즈 퓨전 밴드 웨더 리포트의 열세 번째 스튜디오 음반이다.

## 배경
비록 그들의 이전의 어떤 스튜디오 음반보다 더 많은 보컬 공연을 특징으로 하지만, 단어들은 드물고 대부분의 보컬들은 바비 맥퍼린이나 칼 앤더슨과 같은 객원 음악가들의 성가이다. 그 음반은 《포기와 베스》의 등장인물의 이름을 따서 지어졌다. 《Sportin' Life》는 마지막 웨더 리포트 스튜디오 음반이 될 예정이었지만, 컬럼비아 레코드와의 계약상 의무를 고려하여, 1986년에 《This Is This!》라는 제목의 후속 음반을 발표해야 했다.

## 곡 목록
| #  | 제목                          | 작사·작곡                             | 재생 시간 |
| -- | ----------------------------- | ------------------------------------- | --------- |
| 1. | 〈Corner Pocket〉             | 조 자비눌                             | 5:46      |
| 2. | 〈Indiscretions〉 (기악)      |                                       | 4:05      |
| 3. | 〈Hot Cargo〉                 | 자비눌                                | 4:41      |
| 4. | 〈Confians〉                  | 미노 시넬루                           | 5:07      |
| 5. | 〈Pearl On the Half Shell〉   | 웨인 쇼터                             | 4:06      |
| 6. | 〈What's Going On〉           | 레날도 벤슨, 알 클리블랜드, 마빈 게이 | 6:29      |
| 7. | 〈Face on the Barroom Floor〉 | 쇼터                                  | 3:59      |
| 8. | 〈Ice-Pick Willy〉            |                                       | 5:00      |